# 16 Blocks
16 Blocks (br: 16 Quadras) é um filme de suspense policial estadunidense de 2006 dirigido por Richard Donner, e estrelado por Bruce Willis, Mos Def e David Morse. Estreou no Brasil dia 21 de abril de 2006, em Portugal a 16 de novembro de 2006 e sua classificação etária foi de 16 anos. O filme se desenrola no método de narração em tempo real.

## Sinopse
Policial Jack Mosley (Bruce Willis) é designado para levar um suspeito para um julgamento em um tribunal, mas o suspeito acaba revelando ter visto um crime de corrupção feito pelos policiais e após serem perseguidos por antigos amigos de Jack o policial não se deixa corromper e precisa escoltar o suspeito (Mos Def) para testemunhar no Tribunal que esta a 16 quadras de distância.

## Elenco
- Bruce Willis como Det. Jack Mosley
- Mos Def como Edward "Eddie" Bunker
- David Morse como Det. Frank Nugent
- Jenna Stern como Diane Mosley
- Casey Sander como Capt. Dan Gruber
- Cylk Cozart como Det. Jimmy Mulvey
- David Zayas como Det. Robert "Bobby" Torres
- Robert Racki como Det. Jerry Shue
- Patrick Garrow como Det. Touhey
- Sasha Roiz como Det. Kaller
- Jeff Kelly como Det. Shlong
- Conrad Pla como Det. Ortiz
- Hechter Ubarry como Det. Edward Maldonado
- Richard Fitzpatrick como Vice-comissário Wagner
- Peter McRobbie como Mike Sheehan
- Mike Keenan como Ray Fitzpatrick
- Robert Clohessy como Sgt. Cannova
- Jess Mal Gibbons como Pederson
- Tig Fong como Briggs
- Brenda Pressley como ADA MacDonald
- Kim Chan como Sam
- Carmen Lopez como Gracie
- Scott McCord como Lt. Kincaid
- Steve Kahan como Proprietário do restaurante

## Bilheteria
O filme, lançado pela Warner Bros., abriu nos Estados Unidos em 3 de março de 2006.
Em sua semana de estréia, o filme arrecadou US$12,7 milhões, que foi o segundo filme de maior bilheteria do fim de semana. A partir de sua data de encerramento, 15 de maio de 2006, o filme arrecadou um total de 36,895 milhões de dólares nas bilheterias dos EUA. Ele fez 65,6 milhões de dólares em todo o mundo. De acordo com a Box Office Mojo, os custos de produção foram cerca de US$55 milhões. O filme fez 51,53 milhões de dólares em aluguéis, e permaneceu no DVD top 50 charts por 17 semanas consecutivas.

## Recepção
Baseado em 158 comentários recolhidos pelo Rotten Tomatoes, o filme recebeu 55% de aprovação dos críticos, com uma pontuação média de 5.9/10. Por comparação, Metacritic, que atribui uma classificação normalizada no intervalo de 0-100 com base em comentários das principais críticos convencionais, que calculou uma pontuação média de 63, com base em 34 comentários, o que indica "revisões geralmente favoráveis".
Michael Atkinson de The Village Voice comentou que "os clichês vêm grosso no chão", e chamou-lhe "um pequeno filme tentando parecer épico, ou um monstro inchado tentando parecer magro". Peter Travers, da revista Rolling Stone deu a filme dois e meio de quatro estrelas e chamou Willis e Mos Def de "uma equipe fantástica", concluindo que "Até o roteiro de Richard Wenk leva os personagens em uma parede de tijolos de sentimento pukey, é um passeio selvagem". Roger Ebert do Chicago Sun-Times deu três de quatro estrelas e elogiou Mos Def para a sua "performance personagem que é completamente inesperado num filme de ação", enquanto chamando o filme de "uma imagem de perseguição conduzida a uma velocidade que é quase certo para a meia-idade alcoólica".